# Stefano Borgia
Stefano Borgia (Velletri, 3 de dezembro de 1731 - Lyon, 23 de novembro de 1804) foi um cardeal do século XVIII e XIX

## Nascimento
Nasceu em Velletri em 3 de dezembro de 1731. O mais velho dos cinco filhos de Camillo Borgia, magistrado supremo de Velletri, e Maddalena Gagliardi. Os outros irmãos eram Giampaolo (general dos exércitos papais), Clemente Ettore, Riccardo (um prelado) e Filippo (cavaleiro de Malta). Ele foi batizado na catedral basílica de Velletri. Parente distante da família espanhola Borja.

## Educação
Em 1740, foi confiado ao cuidado de seu tio, o arcebispo Alessandro Borgia de Fermo, que reafirmou sua inclinação para a pesquisa histórica. Obteve a licenciatura em filosofia em 1750. Devido ao seu interesse por antiguidades, tornou-se membro da Accademia etrusca de Cortona em 1750; e da Accademia Colombaria de Florença em 1751. No ano seguinte, 1752, obteve o doutorado em teologia com Apologia del pontificato di Benedetto X (Modena 1756). Em 1756, ele foi para Roma e obteve o doutorado em direito canônico na Universidade La Sapienza em 1757.

## Início da vida
Entrou na prelatura romana em 1757. Referendário dos Tribunais da Assinatura Apostólica de Justiça e da Graça. Reitor de Benevento, 9 de dezembro de 1758 (1) ; tomou posse em 13 de fevereiro de 1759; ocupou o cargo até setembro de 1764. Retornou a Roma naquele ano e foi nomeado secretário da SC de Indulgências e Relíquias Sagradas.

## Sacerdócio
Ordenado em 25 de março de 1765. Secretário da SC de Propaganda Fide em 1770. Protonotário apostólico. Trabalhou pela reorganização do trabalho da congregação, tendo o cuidado de incentivar, mesmo às suas próprias custas, a formação em terras de missão de um clero indígena. As extensas relações internacionais da congregação permitiram-lhe adquirir para as suas colecções, que reuniu num museu em Velletri, peças exóticas, sobretudo orientais, na sua maioria compostas por medalhas; e também numerosos manuscritos coptas. De grande interesse foi o manuscrito mexicano iluminado, agora designado como Codex Borgianus. Ele também se preocupou com o estudo desses tesouros, publicou dissertações eruditas e confiou a outros estudiosos, muitas vezes estrangeiros, e até mesmo protestantes, essa tarefa. Estas publicações foram impressas pela imprensa da Propaganda Fide. Em 3 de setembro de 1773, ele apresentou ao Papa Clemente XIV um relatório sobre a situação das missões, Notizie e luoghi di missioni, pouco depois de se opor à imediata aplicação do decreto de extinção da Companhia de Jesus em territórios de missão, temendo graves impedimentos às atividades apostólicas. O brief foi emitido, mas os ex-jesuítas puderam continuar a desempenhar as suas funções como padres seculares. Quando a Congregação de Propaganda Fide, em 9 de agosto de 1778, nomeou o bispo Stanislaw Jan Siestrzencewicz Bohusz delegado apostólico e visitante por três anos, houve uma reação violenta dos governos Bourbon, visto que o bispo havia aberto um colégio jesuíta em Płock permitindo assim a sobrevivência da Companhia de Jesus na Rússia. Monsenhor Borgia teve que se justificar ao papa; na verdade, ele certamente não era um filo-jesuíta, como o acusavam alguns escritos satíricos.Breve istoria del dominio temporale della Santa Sede nel Regno delle due Sicilie , publicado anonimamente em Roma em 1788, em dois volumes. Uma segunda edição, publicada no mesmo ano, trazia o nome do autor; numerosos panfletos foram distribuídos no Reino de Nápoles contra a tese de Borgia, que respondeu em 1791 com Difesa del dominio temporale della Sede apostolica nelle Due Sicilie, in risposta alle scritture pubblicate in contrario. Do ponto de vista teórico, o papado havia vencido, mas a realidade política decidiu contra as reivindicações papais. O governo napolitano recusou-se a continuar pagando o tributo feudal e a reconhecer a jurisdição do núncio e, apesar da aquiescência demonstrada pelo Papa Pio VI em matéria de nomeações episcopais, não conseguiu concluir um acordo.

## Cardinalado
Criado cardeal sacerdote no consistório de 30 de março de 1789; recebeu o chapéu vermelho em 2 de abril de 1789; e o título de S. Clemente, a 3 de agosto de 1789. Foi-lhe confiada especialmente a tutela dos orfanatos. Camerlengo do Sacro Colégio dos Cardeais de 27 de fevereiro de 1792 a 17 de junho de 1793. O cardeal Borgia tornou-se membro consultivo da Congregação de Estado que, a partir de 30 de setembro de 1792, com o Papa Pio VI e com o cardeal secretário de Estado, compartilhou a responsabilidade das decisões mais importantes de política externa. A Royal Society of Sciences de Göttigen nomeou-o membro honorário em 1793. Prefeito da SC do Index em 1795; confirmado pelo novo Papa Pio VII em 1800; ocupou o cargo até 18 de agosto de 1802. Após o armistício de Bolonha em junho de 1796, ele era o mais intransigente oponente da paz com os franceses que comprometeriam as prerrogativas religiosas do Santo. Ver. Durante a invasão francesa de Roma, 1797-1798, o papa o colocou no comando da cidade; após a proclamação da República em 1798, foi preso e rapidamente libertado. Quando o Papa Pio VI teve que deixar Roma em 20 de fevereiro de 1798, o cardeal Borgia foi designado membro da congregação responsável, sob a liderança do cardeal Leonardo Antonelli, do governo da Igreja. Preso pelos franceses em 8 de março, foi libertado em 28 de março com a condição de abandonar o território da República Romana. Ele foi primeiro para a Toscana; depois para Veneza; e depois para Pádua. Nomeado pró-prefeito da SC de Propaganda Fide, em 25 de maio de 1798; ocupou o cargo até 27 de setembro de 1800; de Pádua tentou, sem sucesso, reorganizar a congregação; tornou-se seu prefeito em 16 de agosto de 1802; ocupou o cargo até sua morte. Juntou-se ao Papa Pio VI em seu exílio e prisão em Valence, França. Participou noconclave de 1799-1800 , celebrado em Veneza, que elegeu o Papa Pio VII. Reitor do Collegio Romano , Roma. Presidente da Congregação para a Economia em 1891. Foi um notável teólogo, antiquário e historiador. Ele fundou um museu em Velletri , onde colecionava moedas e manuscritos. Após sua morte, o acervo foi dividido e o museu acabou fechado. Ele manteve correspondência com inúmeros estudiosos de seu tempo e escreveu inúmeras obras.

## Morte
Morreu em Lyon em 23 de novembro de 1804, à noite, em Lyon, acompanhando o Papa Pio VII em sua viagem a Paris para coroar Napoleão. Exposto e enterrado na catedral metropolitana de Lyon. Seus restos mortais foram transferidos para Velletri em 13 de fevereiro de 2002; uma missa solene foi concelebrada na catedral de San Clemente pelo bispo Andrea Maria Erba de Velletri-Segni e pelo secretário do arcebispo de Lyon. Em seguida, foi sepultado na capela da Anunciação, outrora pertencente à família Bórgia e hoje dedicada a São Vicente de Paulo, naquela catedral em 9 de março de 2002.